# Tour de Picardie
O Tour de Picardie foi uma corrida de ciclismo por etapas francesa que se disputava na região de Picardia.
Criada em 1936 até 1999 denominou-se Tour de l’Oise (ao apenas disputar-se em dito departamento). Em 2000 passou a denominar-se Tour de l'Oise et de Picardie e desde 2001 recebe a denominação atual. Desde a criação dos Circuitos Continentais da UCI em 2005 fez parte do UCI Europe Tour, dentro da categoria 2.1.
Entre 1953 e 1965 existiu outra corrida por etapas também denominada Tour de Picardie (ou Grande Prêmio de Courrier Picard).

## Palmarés
| Ano                          | Vencedor                | Segundo                 | Terceiro                     |
| ---------------------------- | ----------------------- | ----------------------- | ---------------------------- |
| Tour de l'Oise e da la Somme |                         |                         |                              |
| 1936                         | Marcel Blanchon         | Robert Renonce          | Bernard Masson               |
| 1937                         | Gaston Grimbert         | Auguste Mallet          | Max Harmand                  |
| 1938                         | Lucien Le Guevel        | Jean Goujon             | Fabien Galateau              |
| 1939                         | André Desmoulins        | Aloïs Delchambre        | Robert Godart                |
| 1950                         | Simon Hyz               | Raymond Heagel          | Jean Mage                    |
| 1951                         | Pierre Lagrange         | Maurice Monier          | Serge Kreher                 |
| 1952                         | Raymond Komor           | Gilbert Loof            | Pierre Pardoen               |
| 1953                         | Alfred Tonello          | Gilbert Loof            | Roger Bertaz                 |
| 1954                         | Jean Bellay             | Max Lefebvre            | Pierre Gaudot Gilbert Bauvin |
| 1955                         | Lucien Gillen           | Marcel Ernzer           | Willy Kemp                   |
| 1956                         | Louis Caput             | Roger Chupin            | Maurice Baele                |
| 1957                         | Jean Stablinski         | André Dupré             | Maurice Moucheraud           |
| 1958                         | Joseph Thomin           | Louis Kosec             | Jean Bellay                  |
| 1959                         | Joseph Wasko            | Jean-Claude Gret        | Klaus Bugdahl                |
| 1960                         | Jo de Haan              | Bernard Viot            | Julien Schepens              |
| 1961                         | Jaime Alomar            | Joseph Wasko            | Dieter Puschel               |
| 1962                         | André Bar               | Horst Oldenburg         | Joseph Thomin                |
| 1963                         | Klaus Bugdahl           | Seamus Elliott          | Anatole Novak                |
| 1964                         | Winfried Boelke         | Ferdinand Bracke        | Jean-Pierre Van Haverbeke    |
| 1965                         | Seamus Elliott          | Christian Raymond       | Daniel Salmon                |
| 1966                         | Hubert Niel             | Jean-Claude Lefebvre    | Barry Hoban                  |
| 1967                         | Peter Glemser           | Guy Ignolin             | José Samyn                   |
| 1968                         | Walter Boucquet         | Barry Hoban             | Léopold Van Den Neste        |
| 1969                         | José Samyn              | Willy Planckaert        | Bernard Guyot                |
| 1970                         | Frans Verbeeck          | Léo Duyndam             | Davide Boifava               |
| 1971                         | André Dierickx          | Barry Hoban             | Roland Berland               |
| 1972                         | Cyrille Guimard         | José Catieau            | Alain Santy                  |
| 1973                         | Alain Santy             | Michel Perin            | Daniel Rebillard             |
| 1974                         | Robert Mintkiewicz      | Jean-Jacques Fussien    | Maurice Dury                 |
| 1975                         | Dietrich Thurau         | Gerrie Knetemann        | Willy Teirlinck              |
| 1976                         | Emiel Gijsemans         | Régis Delépine          | Jean Chassang                |
| 1977                         | Willy Teirlinck         | Willem Peeters          | Emiel Gijsemans              |
| 1978                         | Willy Teirlinck         | Jacques Bossis          | Dominique Sanders            |
| 1979                         | Bernard Hinault         | Yvon Bertin             | Jean Chassang                |
| 1980                         | Patrick Bonnet          | Jean-René Bernaudeau    | Jean-François Pescheux       |
| 1981                         | Jean-Luc Vandenbroucke  | Patrick Bonnet          | Marc Madiot                  |
| 1982                         | Gilbert Duclos-Lassalle | Jean-Luc Vandenbroucke  | Etienne De Wilde             |
| 1983                         | Pascal Jules            | Gilbert Duclos-Lassalle | Etienne De Wilde             |
| 1984                         | Allan Peiper            | Stephen Roche           | Nico Emonds                  |
| 1985                         | Jozef Lieckens          | Francis Castaing        | Pascal Jules                 |
| 1986                         | Gilbert Duclos-Lassalle | Michel Vermote          | Eric McKenzie                |
| 1987                         | Jelle Nijdam            | Jos Lammertink          | Steve Bauer                  |
| 1988                         | Steve Bauer             | Jurg Bruggmann          | Jan Goessens                 |
| 1989                         | Andreas Kappes          | Jelle Nijdam            | Mathieu Hermans              |
| 1990                         | Hendrik Redant          | Ralph Moorman           | Eddy Schurer                 |
| 1991                         | Wilfried Nelissen       | Thierry Marie           | Francis Moreau               |
| 1992                         | Thierry Marie           | Luc Leblanc             | Miguel Indurain              |
| 1993                         | Frédéric Moncassin      | Eddy Seigneur           | Edwig Van Hooydonck          |
| 1994                         | Miguel Induráin         | Eddy Seigneur           | Emmanuel Magnien             |
| 1995                         | Jelle Nijdam            | Chris Boardman          | Jacky Durand                 |
| 1996                         | Philippe Gaumont        | Laurent Desbiens        | Chris Boardman               |
| 1997                         | Não se disputou         | Não se disputou         | Não se disputou              |
| 1998                         | Alexandre Vinokourov    | Lauri Aus               | Frédéric Gabriel             |
| 1999                         | Jaan Kirsipuu           | Marc Streel             | Marco Milesi                 |
| Tour de l'Oise e de Picardie |                         |                         |                              |
| 2000                         | Michael Sandstød        | Martin Rittsel          | Jørgen Bo Petersen           |
| Tour de Picardie             |                         |                         |                              |
| 2001                         | Olivier Asmaker         | Arvis Piziks            | Linas Balčiūnas              |
| 2002                         | Michael Sandstød        | Jacky Durand            | Olivier Asmaker              |
| 2003                         | David Millar            | Juan Carlos Domínguez   | Bradley McGee                |
| 2004                         | Tom Boonen              | Jimmy Casper            | Stefan van Dijk              |
| 2005                         | Janek Tombak            | Ludovic Auger           | Mikhaylo Khalilov            |
| 2006                         | Jimmy Casper            | Cédric Hervé            | Jimmy Engoulvent             |
| 2007                         | Robert Hunter           | Janek Tombak            | Alessandro Proni             |
| 2008                         | Sébastien Chavanel      | Jean-Eudes Demaret      | Martin Elmiger               |
| 2009                         | Lieuwe Westra           | Romain Feillu           | Jimmy Casper                 |
| 2010                         | Ben Swift               | Koldo Fernández         | Allan Davis                  |
| 2011                         | Romain Feillu           | Kenny Dehaes            | Filippo Pozzato              |
| 2012                         | John Degenkolb          | Kenny van Hummel        | Leonardo Duque               |
| 2013                         | Marcel Kittel           | Bryan Coquard           | Kenny van Hummel             |
| 2014                         | Arnaud Démare           | Bryan Coquard           | Ramon Sinkeldam              |
| 2015                         | Kris Boeckmans          | Andrea Guardini         | Evaldas Šiškevicius          |
| 2016                         | Nacer Bouhanni          | Sondre Enger            | Kenny Dehaes                 |